# Таловое (Краснодонский район)
Талово́е (укр. Талове, разг. — Та́ловка) — посёлок городского типа в Краснодонском районе Луганской области Украины.
Административный центр Мирненского поселкового совета.

## Географическое положение
Расположен на реке Таловая (бассейн Северского Донца), исток — в северных окрестностях посёлка.
Соседние населённые пункты: город Краснодон (примыкает) на востоке, село Верхнешевыревка (ниже по течению Таловой) на юго-востоке, посёлки Орджоникидзе на юге, Мирное, Новоалександровка, Горное и Светличное на юго-западе, Энгельсово, Широкое, Краснодон на западе, Новосемейкино и село Радянское на северо-западе, города Молодогвардейск на севере, Суходольск на северо-востоке.

## История
С 1938 года — посёлок городского типа.
В 1975 году здесь действовало отделение Краснодонского птицесовхоза.
В январе 1989 года численность населения составляла 1656 человек.
В июле 1995 года Кабинет министров Украины утвердил решение о приватизации находившегося здесь совхоза.
По состоянию на 1 января 2013 года численность населения составляла 1418 человек.
По итогам проведённого референдума — с весны 2014 года в составе Луганской Народной Республики.

## Транспорт
В 2 км от посёлка находится станция Тормозной (линия Семейкино-Новое - Должанская Донецкой железной дороги)

## Местный совет
94476, Луганская обл., Краснодонский р-н, пгт. Таловое, ул. Советская, 85.